# Uman-Fonuweisom Municipality
Uman-Fonuweisom Municipality är en kommun i Mikronesiska federationen.   Den ligger i delstaten Chuuk, i den västra delen av landet, 700 km väster om huvudstaden Palikir. Antalet invånare är 2 847. Uman-Fonuweisom Municipality ligger på ön Uman Island.